# Войстом (хутор)
Во́йстом (бел. Во́йстам) — хутор в Сморгонском районе Гродненской области Белоруссии. Входит в состав Вишневского сельсовета, до 2016 года входил в состав Войстомского сельсовета.
Расположен у восточной границы района южнее реки Зуста. Расстояние до районного центра Сморгонь по автодороге — около 21 км, до центра сельсовета агрогородка Войстом по прямой — чуть более 1,5 км. Ближайшие населённые пункты — Великополье, Войстом, Закрочье. Площадь занимаемой территории составляет 0,0650 км², протяжённость границ 1620 м.

## История
Хутор отмечен на карте Шуберта (середина XIX века) как имение (господский двор) в составе Войстомской волости Свенцянского уезда Виленской губернии. В 1886 году Войстом значился как фольварк, принадлежал католической церкви и насчитывал 7 жителей.
После Советско-польской войны, завершившейся Рижским договором, в 1921 году Западная Белоруссия отошла к Польской Республике и хутор был включён в состав новообразованной сельской гмины Войстом Свенцянского повета Виленского воеводства. 1 января 1926 года гмина Войстом была переведена в состав Вилейского повета.
В 1938 году Войстом насчитывал 5 дымов (дворов) и 29 душ.
В 1939 году, согласно секретному протоколу, заключённому между СССР и Германией, Западная Белоруссия оказалась в сфере интересов советского государства и её территорию заняли войска Красной армии. Хутор вошёл в состав новообразованного Сморгонского района Вилейской области БССР. После реорганизации административного-территориального деления БССР деревня была включена в состав новой Молодечненской области в 1944 году. В 1960 году, ввиду новой организации административно-территориального деления и упразднения Молодечненской области, Войстом вошёл в состав Гродненской области.

## Население
| 1886 | 1938 | 1999 | 2009 |
| ---- | ---- | ---- | ---- |
| 7    | 29   | 9    | 10   |